# 켈리 수 디코닉
켈리 수 디코닉(영어: Kelly Sue DeConnick, 1970년 7월 15일 ~ )는 미국의 만화가, 만화 편집자이다. 마블 코믹스에서 《캡틴 마블》, 《어벤저스 어셈블》과 같은 작품의 스토리를 담당했으며 이미지 코믹스에서 본인의 창작 만화 《프리티 데들리》를 다루었다. 배우자는 같은 만화가 맷 프랙션이다.

## 저작

### 마블 코믹스
- 《어벤징 스파이더맨》 (2012)
  - The Good, the Green and the Ugly
- 《캡틴 마블》 7부 (2012 - 13)
  - 1편 In Pursuit of Flight
  - 2편 Down
  - 어벤저스: 내부의 적 Avengers: The Enemy Withi
- 《어벤저스 어셈블》 (2012 - 14)
  - Science Bros
  - Avengers: The Enemy Within
  - Infinity
  - The Forgeries of Jealousy
- 《캡틴 마블》 8부 1편 (2014 - 현재)
  - 1편 Higher, Further, Faster, More